# Maladzetjna rajon
Maladzetjna rajon (belarusiska: Маладзечанскі раён) är ett distrikt i Belarus. Det ligger i voblasten Minsks voblast, i den nordvästra delen av landet, 60 km nordväst om huvudstaden Minsk. Huvudort är Maladzetjna.